# Zingiber spectabile
Espèce
Classification phylogénétique
Zingiber spectabile est une plante herbacée du genre Zingiber de la famille des Zingiberacées, originaire des forêts humides de la Thaïlande à la Malaisie péninsulaire.
La découverte de Zingiber spectabile fut faite par le botaniste britannique William Griffith (1810-1845) en Malaisie, à Malacca.
La publication de ses notes, ré arrangées par John McClelland fut faite à titre posthume de 1847 à 1854 sous le titre «Notulae ad Plantas Asiaticas» (Not. Pl. Asiat.), en 4 volumes.
Zingiber spectabile y est décrit en 1851 dans le volume 3, page 413.

## Caractéristiques

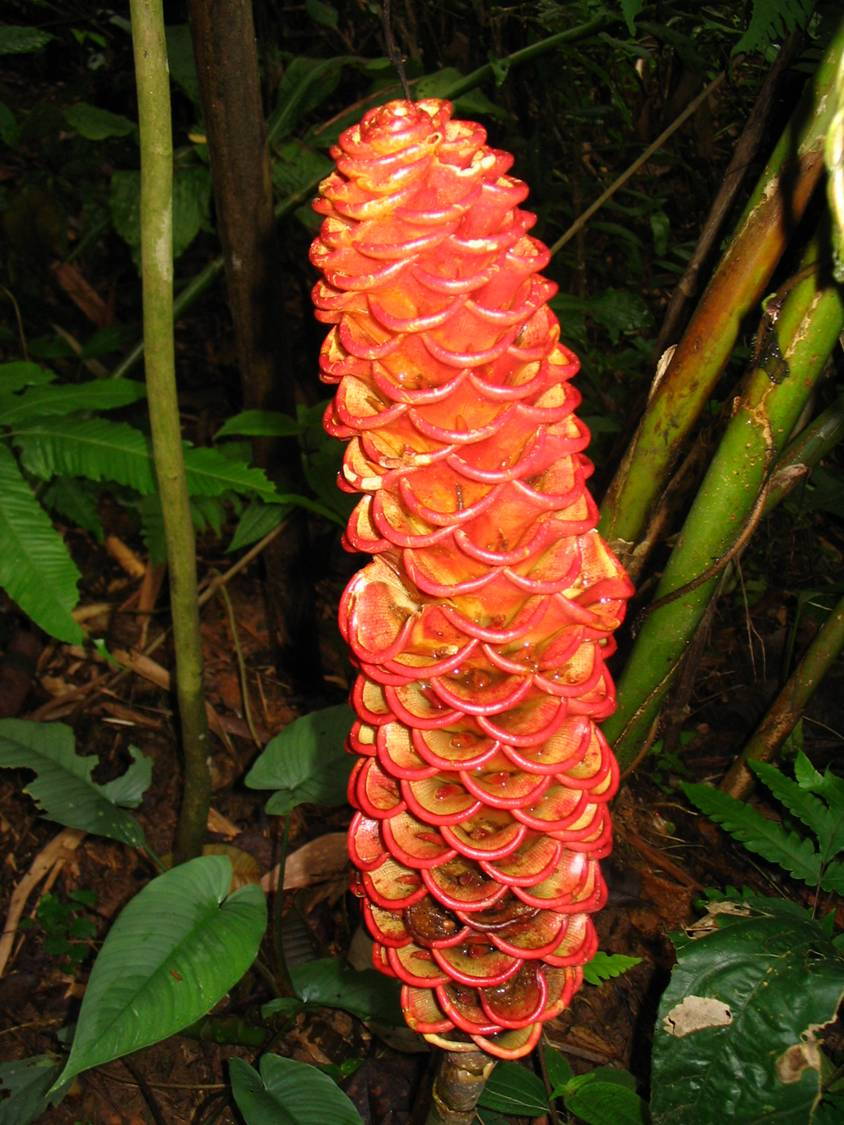
Hampe florale de Zingiber spectabile.

La hampe florale de Zingiber spectabile peut mesurer 60 centimètres au bout d'une tige de 150 centimètres.

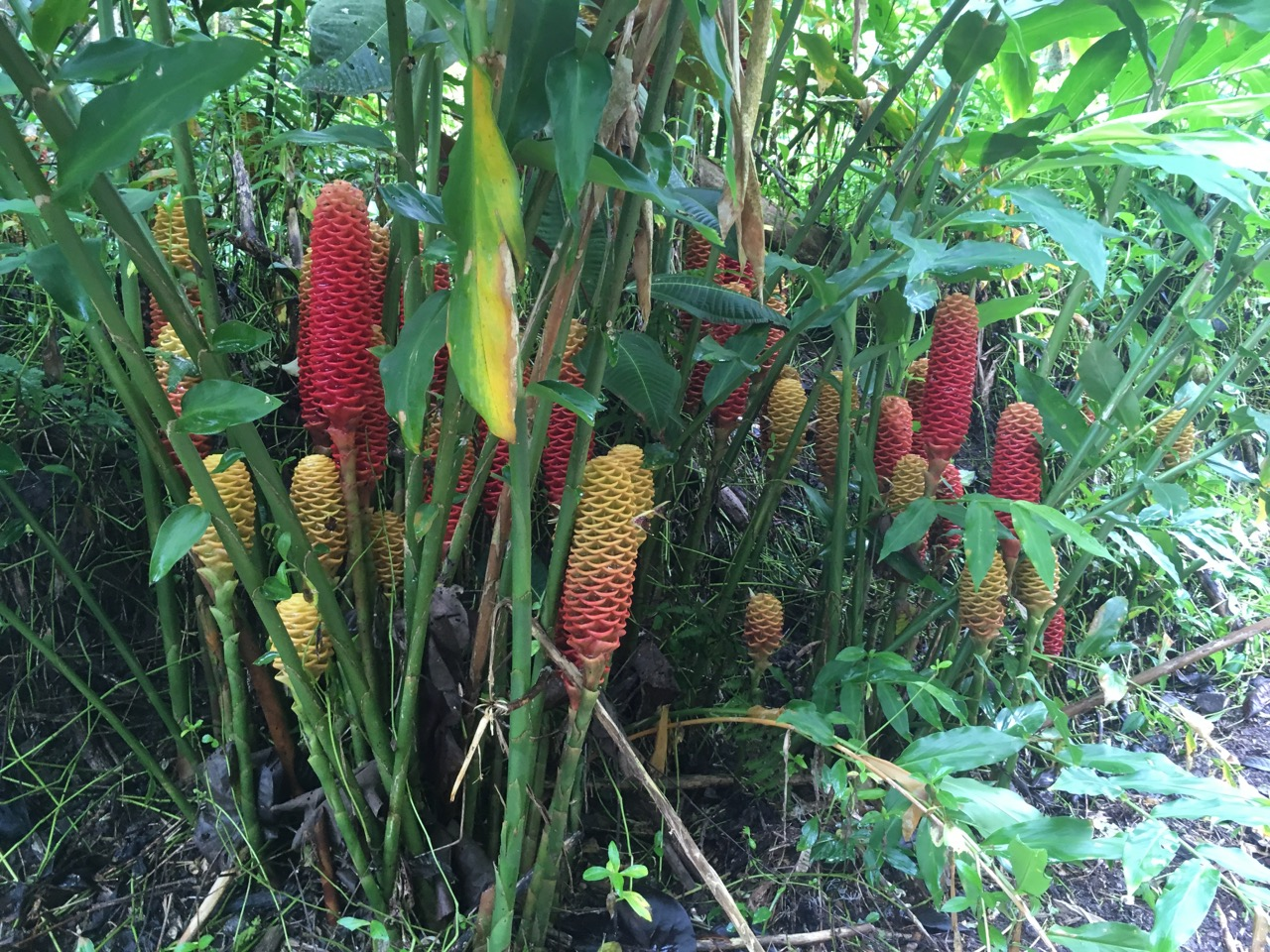
Zingiber spectabile
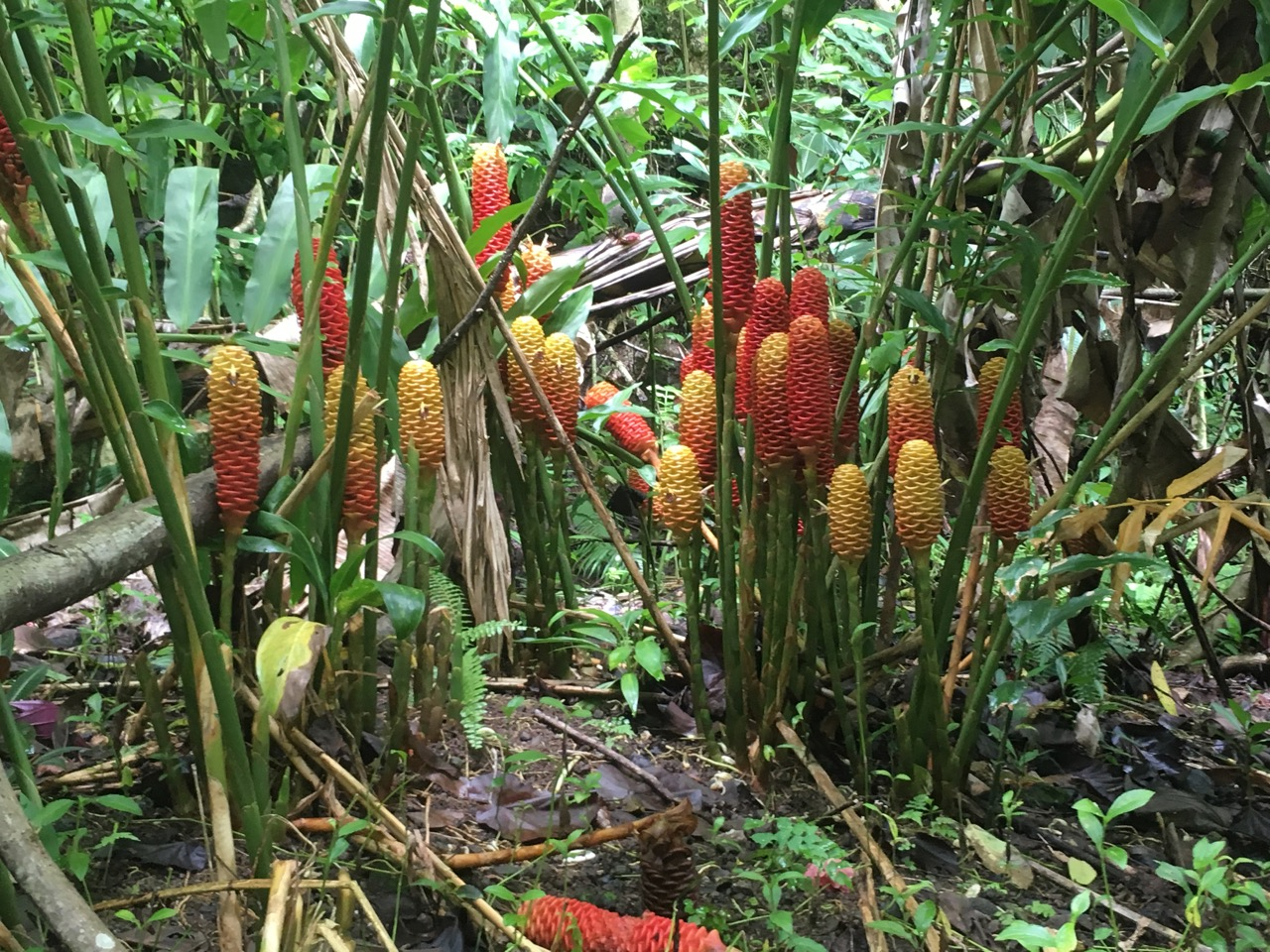
Zingiber spectabile
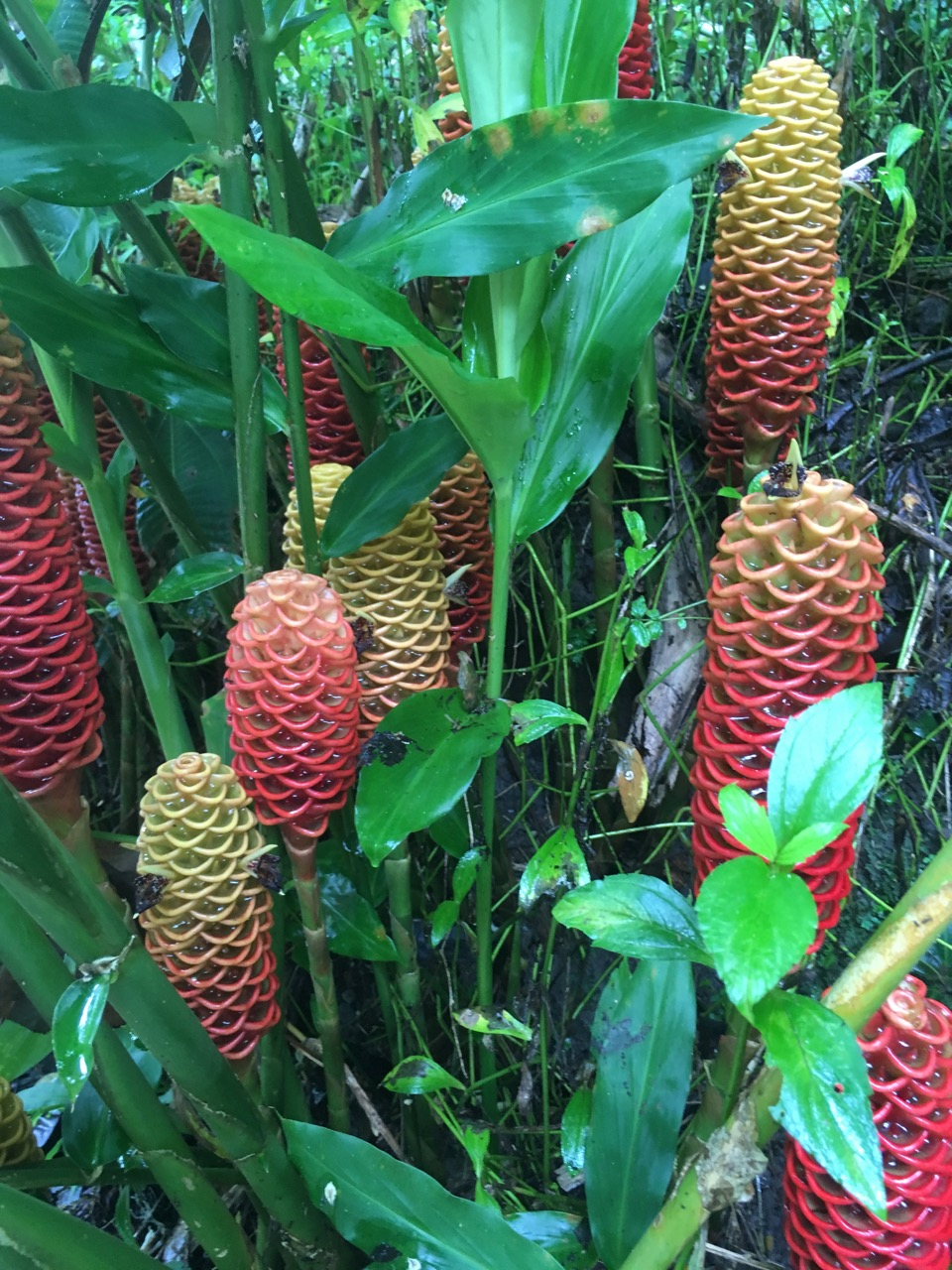
Zingiber spectabile

## Galerie de photographies

Zingiber spectabile, Jardin botanique de la reine Sirikit, Thaïlande
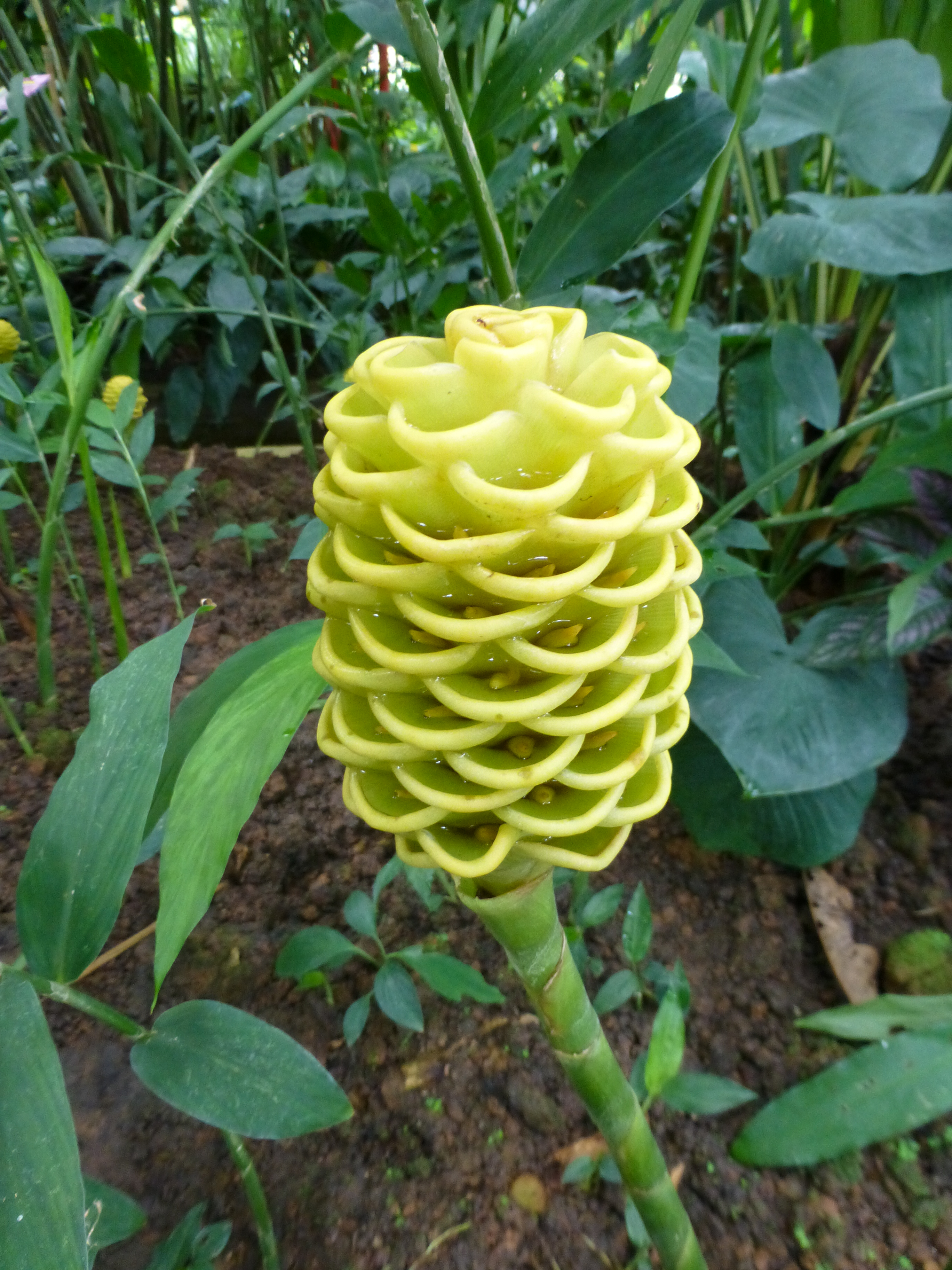
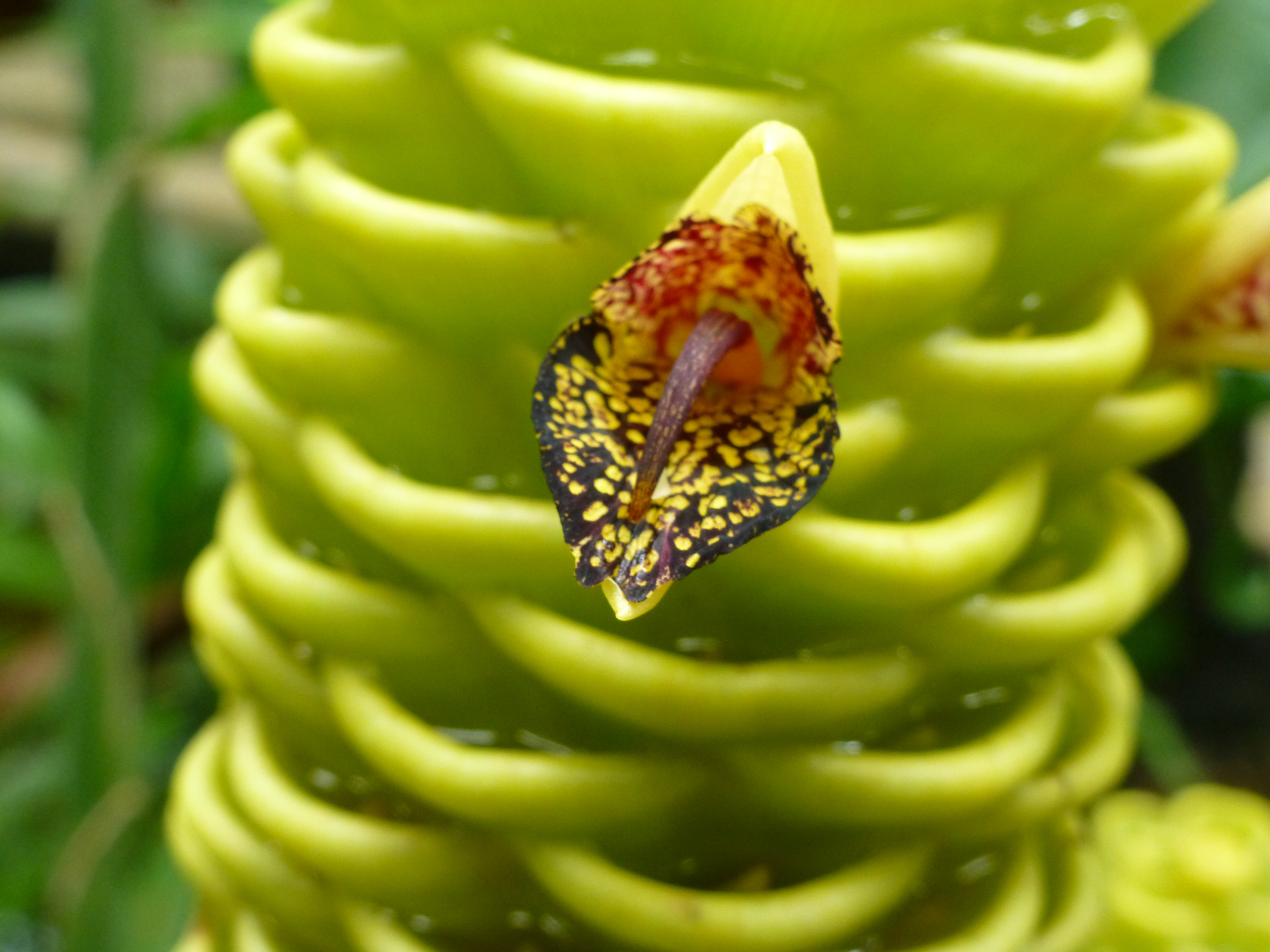
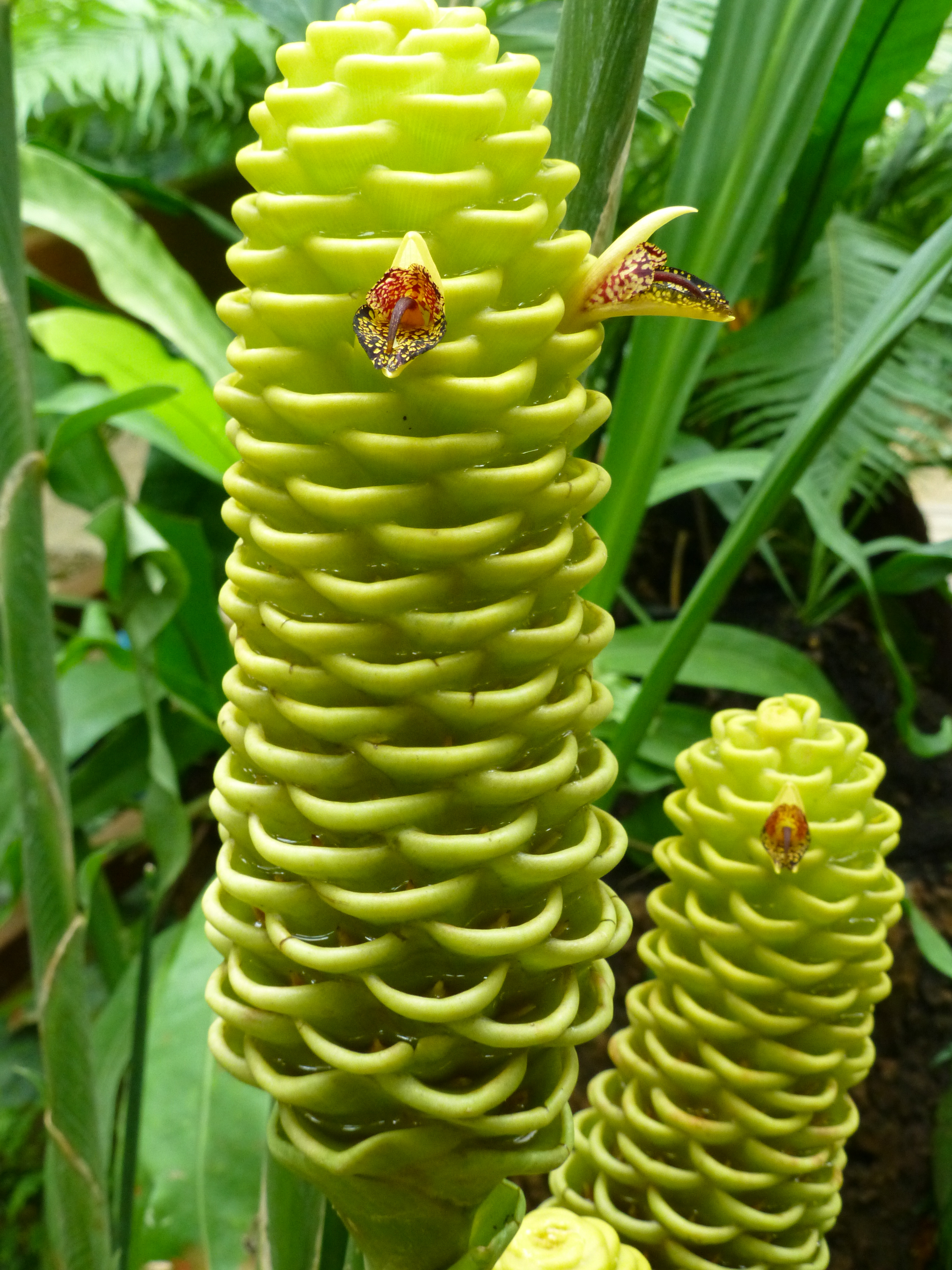
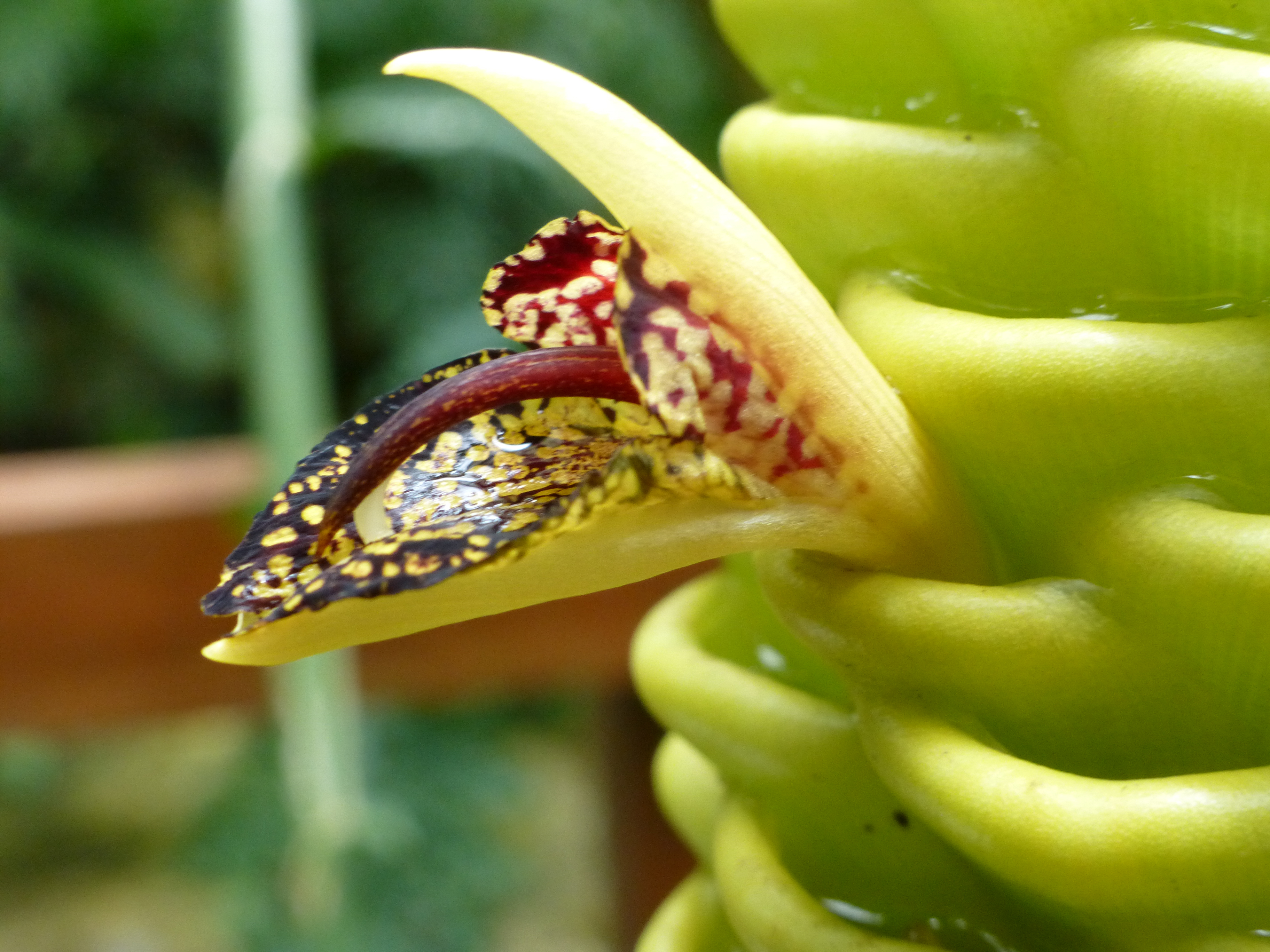
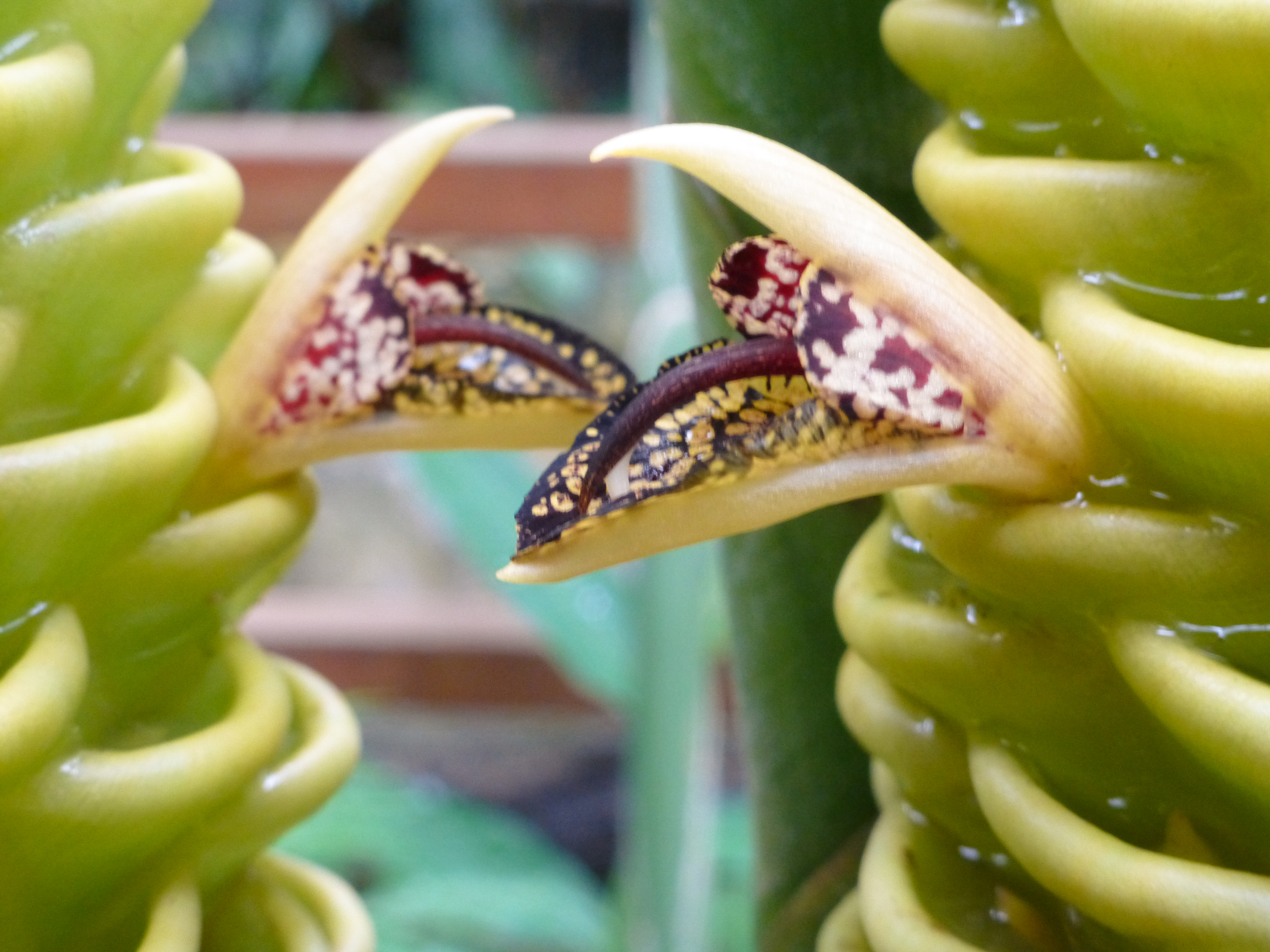